# Richard Nerurkar
Richard Nerurkar (Richard David Nerurkar; * 6. Januar 1964 in Wolverhampton) ist ein ehemaliger britischer Langstreckenläufer.

## Sportliche Karriere
Obwohl der Sohn eines indischen Vaters schon mit 14 Jahren bei den britischen Schulmeisterschaften im Crosslauf erfolgreich war, begann seine eigentliche Karriere erst, nachdem er sein Sprachen-Studium an der Universität Oxford und der Harvard University erfolgreich abgeschlossen hatte. 1989 gehörte er bei den Crosslauf-Weltmeisterschaften 1989 in Stavanger zur britischen Mannschaft und trug mit einem 49. Platz zu deren Silbermedaillengewinn bei. Bei den Crosslauf-Weltmeisterschaften 1990 in Aix-les-Bains belegte er Rang 18, bei den Crosslauf-Weltmeisterschaften 1991 in Antwerpen Rang 52, und bei den Crosslauf-Weltmeisterschaften 1992 gewann er, auf Platz 15 einlaufend, mit der britischen Mannschaft Bronze.
Auf der Bahn wurde er über 10.000 Meter 1990 englischer Meister und Fünfter bei den Europameisterschaften in Split. Über dieselbe Distanz erreichte er im Jahr darauf in 27:57,14 min den fünften Platz bei den Weltmeisterschaften in Tokio, und bei den Olympischen Spielen 1992 in Barcelona wurde er Siebzehnter in 28:48,48 min.
Als Nerurkar 1993 zum Marathon wechselte, gelang es ihm auch, in die Weltspitze des Langstreckenlaufes zu gelangen. Gleich bei seinem Debüt gewann er den Hamburg-Marathon in 2:10:57 h. Nach einem dritten Platz beim Great North Run siegte er beim im Rahmen des San-Sebastián-Marathons ausgetragenen IAAF-Weltcup-Marathon in 2:10:03 h. Bei den Europameisterschaften 1994 in Helsinki wurde er in 2:11:56 h Vierter hinter drei Spaniern um den Sieger Martín Fiz.
1995 wurde er Zweiter beim Seoul International Marathon, siegte beim Göteborgsvarvet und wurde Siebter beim Marathon der Weltmeisterschaften in Göteborg, 1996 wurde er Vierter beim Humarathon. Auch bei den Olympischen Spielen 1996 in Atlanta konnte sich Nerurkar weit vorne platzieren und wurde in 2:13:39 Stunden Fünfter. Einem fünften Platz beim London-Marathon 1997 folgte bei seinem letzten großen Auftritt ein achter Rang bei den Europameisterschaften 1998 in Budapest.
Richard Nerurkar ist 1,77 m groß und wog in seiner aktiven Zeit 61 kg. Er startete für die Bingley Harriers und wurde von Bruce Tulloh trainiert. Nach seiner Laufbahn organisierte Nerurkar in Äthiopien seit 2001 den Great Ethiopian Run, eine Veranstaltung für Spitzen- und Breitensportler, die auch von Haile Gebrselassie unterstützt wird. Für die Organisationsarbeit in Äthiopien wurde Nerurkar 2003 mit dem Titel MBE ausgezeichnet.

## Religion und soziales Engagement
Richard Nerurkar wurde nach seiner Geburt in der anglikanischen Kirche getauft. Im Alter von 16 Jahren entschloss er sich aber Baptist zu werden. „Erst da bemerkte ich, was Jesus für uns getan hat. Vorher hatte mir das eigentlich alles nichts bedeutet“, berichtete Nerurkar später. Inspiriert wurde er zu diesem Schritt von seinem Bruder, der dies schon sechs Monate zuvor getan hatte und bereits in einer Jugendgruppe aktiv war. „Ich hatte den Wunsch, mein Leben Jesus zu übergeben“, erklärt der Brite. Nerurkar arbeitete wie sein Bruder in einer Jugendgruppe und später auch an der Universität engagiert in baptistischen Gruppen mit. Auch das Laufen und den Wettkampf sieht Nerurkar als „einen Teil von Gottes Plan für das Leben“ an.
Während seiner aktiven Zeit arbeitete Nerurkar als Projektleiter für die Church Missionary Society. Er unterstützte die CMS in ihrer Verwaltungsarbeit in Osteuropa und half den dortigen Kirchen. Für ihn war dies „ein guter Ausgleich zum Druck aus dem sportlichen Wettbewerb“.

## Bestzeiten
- 3000 m: 7:48,00 min, 15. Juli 1992, Nizza
- 5000 m: 13:23,36 min, 10. August 1990, Brüssel
- 10.000 m: 27:40,03 min, 10. Juli 1993, Oslo
- Halbmarathon: 1:01:06 h, 14. April 1996, Vitry-sur-Seine
- Marathon: 2:08:36 h, 13. April 1997, London